# Turnera cicatricosa
Turnera cicatricosa är en passionsblomsväxtart som beskrevs av M.M. Arbo. Turnera cicatricosa ingår i släktet Turnera och familjen passionsblomsväxter. Inga underarter finns listade i Catalogue of Life.